# Amphibien
Unter den Bezeichnungen Amphibien (Amphibia) oder Lurche werden alle Landwirbeltiere zusammengefasst, die sich, im Gegensatz zu den Amnioten („Nabeltieren“), nur in Gewässern fortpflanzen können. In der Zoologie gelten diese Bezeichnungen in erster Linie für heute lebende (rezente) Arten. Weil der Begriff „Amphibia“ in der Wirbeltierpaläontologie weniger exklusiv ist und traditionell immer auch ausgestorbene, frühe Formen der Landwirbeltiere („Ur-Lurche“) mit einschließt, werden die drei rezenten Großgruppen der Lurche (Froschlurche, Schwanzlurche und Schleichenlurche) zur besseren Unterscheidung mit dem Namen Lissamphibia belegt. Wenn im Folgenden von „Amphibien“ die Rede ist, bezieht sich das in der Regel auf die Lissamphibia.
Bei Amphibien verläuft die Individualentwicklung im Allgemeinen über ein im Wasser abgelegtes Ei, aus dem eine im Wasser lebende (aquatile), kiemenatmende Larve schlüpft. Diese Larve durchläuft eine Metamorphose, an deren Ende meist ein lungenatmendes erwachsenes Individuum steht, das zu einem Leben außerhalb von Gewässern befähigt ist. Der wissenschaftliche Name „Amphibia“ (vom altgriechischen Adjektiv ἀμφίβιος amphíbios, deutsch ‚doppellebig‘; gebildet aus ἀμφί amphí, deutsch ‚auf beiden Seiten‘ sowie βίος bíos, deutsch ‚Leben‘) bezieht sich auf die beiden Lebensphasen vor und nach Abschluss der Metamorphose. Aufgrund ihrer Physiologie sind alle Amphibienarten aber auch im Erwachsenenstadium zumindest an Lebensräume mit hoher Luftfeuchtigkeit gebunden. Viele Lurche sind nachtaktiv, um sich vor Fressfeinden zu schützen und Wasserverluste über die Haut gering zu halten.

## Evolution

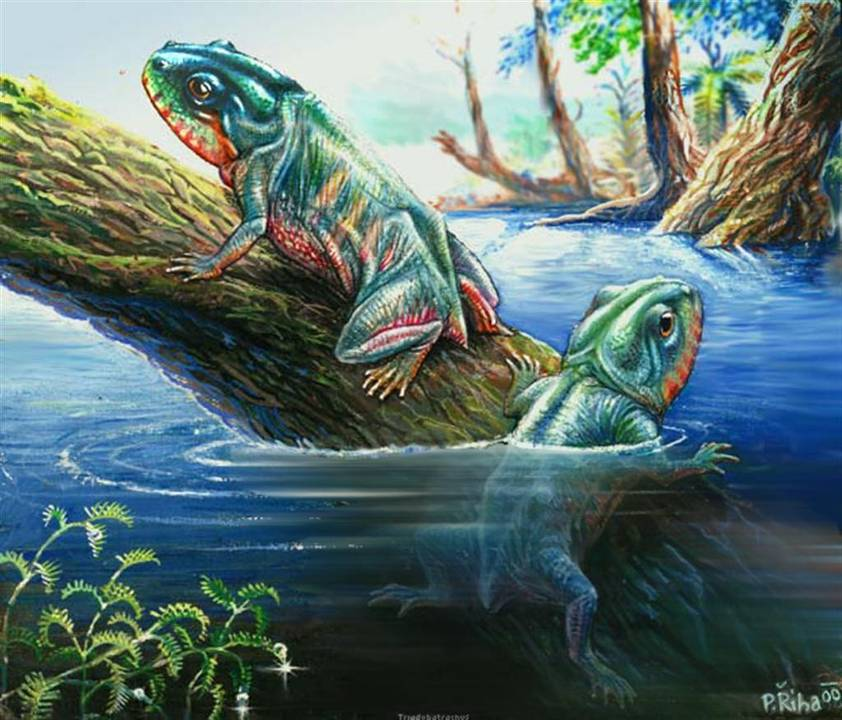
Lebendrekonstruktion eines der ältesten bekannten modernen Amphibien: Triadobatrachus aus der Untertrias von Madagaskar

Die rezenten Amphibien mit ihren drei großen Untergruppen Froschlurche (Anura, Salientia), Schwanzlurche (Urodela, Caudata) und Schleichenlurche (Gymnophiona, Caecilia) werden zusammen mit ihren unmittelbaren fossilen Verwandten auch als moderne Amphibien (Lissamphibia) bezeichnet. Sie sind, wie auch die modernen Reptilien, die Vögel und die Säugetiere, evolutionäre Nachfahren einer bestimmten Gruppe von Knochenfischen, die im Oberdevon ab etwa 380 Millionen Jahren damit begann, ihren Lebensraum auf die Landflächen in der unmittelbaren Umgebung von Binnengewässern auszudehnen (siehe Landgang). Daher werden die Amphibien zusammen mit Reptilien, Vögeln und Säugern in die Gruppe der Landwirbeltiere (Tetrapoda) eingeordnet.
Innerhalb der Landwirbeltiere gelten die Amphibien als die ursprünglichste („primitivste“) Gruppe, unter anderem weil sie bei der Fortpflanzung auf Gewässer angewiesen sind, weil einige Teile ihres Skelettes nicht verknöchern und aufgrund der relativ geringen Leistungsfähigkeit ihrer Lungen und ihres Herz-Kreislaufsystems. Darin unterscheiden sie sich von den „höheren“ Landwirbeltieren, den Sauropsiden (einschließlich Vögeln) und Säugetieren, die zusammen als Amnioten bezeichnet werden.
In ihrer Ursprünglichkeit ähneln die modernen Amphibien tatsächlich in einem gewissen Maß den längst ausgestorbenen frühen Landwirbeltieren, die ebenfalls oft als „Amphibien“ bezeichnet werden (vgl. Labyrinthodontia). Jedoch ist die Vorstellung, die modernen Amphibien seien direkte Nachfahren der ersten Landwirbeltiere, überholt. Stattdessen handelt es sich um Formen, die den Fortpflanzungsmodus und die Lebensweise der ersten Landwirbeltiere zwar beibehalten haben und daher nach wie vor Gemeinsamkeiten mit diesen aufweisen, die aber, vor allem mit den Froschlurchen und den Schleichenlurchen, stark abgeleitete Vertreter hervorbrachten, die sich in vielen Aspekten von den frühen Landwirbeltieren unterscheiden.
Der Ursprung der modernen Amphibien ist eines der umstrittensten Themen in der Wirbeltierpaläontologie. In der Fossilüberlieferung tauchen sie erst in der frühen Trias auf, mehr als 100 Millionen Jahre nach den ersten Landwirbeltieren und mehr als 50 Millionen Jahre nach den ersten Amnioten. Die Herkunft der modernen Amphibien konnte auf zwei Großgruppen früher Landwirbeltiere eingegrenzt werden, die Temnospondylen („Schnittwirbler“) und die Lepospondylen („Hülsenwirbler“). Ungeklärt ist aber, aus welcher der beiden Gruppen die modernen Amphibien hervorgegangen sind und ob ihre Vorfahren tatsächlich in nur einer der beiden Gruppen zu suchen sind.

## Morphologische Merkmale

### Körperbau

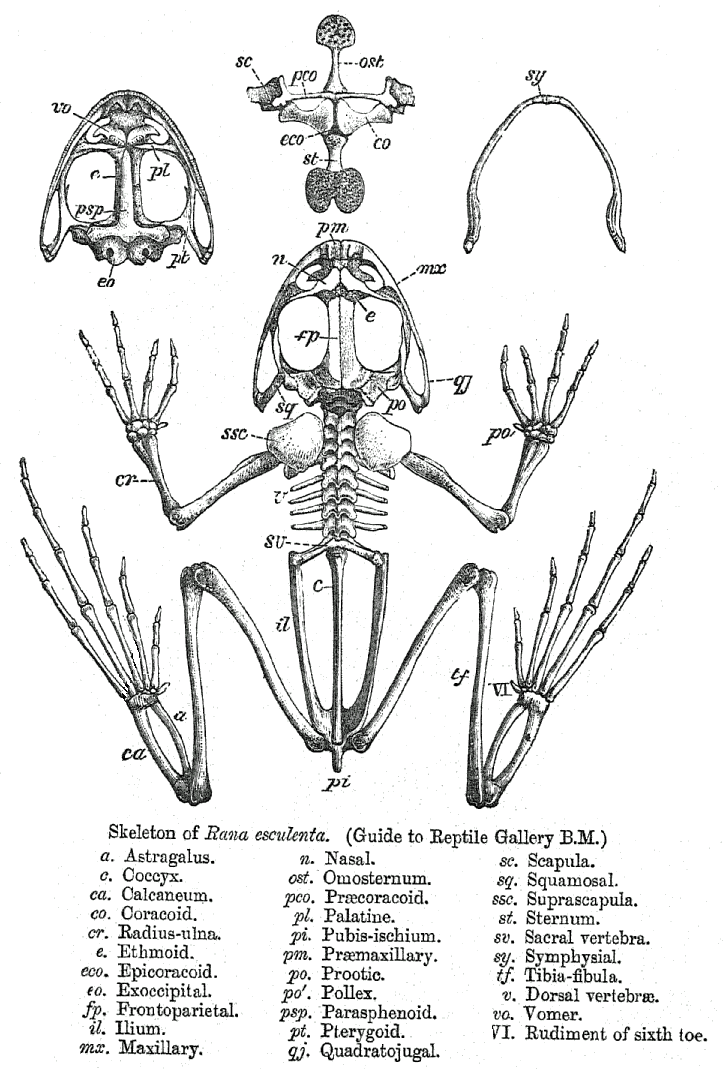
Das Skelett eines Frosches (historische Zeichnung von 1890) mit unter anderem den enorm verlängerten Hinterbeinen, der stark verkürzten Rumpfwirbelsäule, den weitgehend reduzierten Rippen, dem stark verlängerten Becken und dem reduzierten Schwanz weicht beträchtlich vom Grundbauplan der Landwirbeltiere ab.

Amphibien haben ein breites Größenspektrum. Sie stellen mit kaum acht Millimeter Körperlänge bei einem ausgewachsenen Individuum der neuguineischen Froschgattung Paedophryne das kleinste bekannte Wirbeltier. Riesensalamander, die größten rezenten Amphibien, erreichen zwar bis zu eineinhalb Meter Länge, die meisten Arten kommen jedoch nicht über 20 Zentimeter hinaus. Die drei Großgruppen der Amphibien unterscheiden sich hinsichtlich ihres Habitus relativ stark voneinander. Dies ist nicht zuletzt mit unterschiedlichen Fortbewegungsweisen verbunden: Während Schwanzlurche sich an Land schreitend oder kriechend fortbewegen, sind Froschlurche auf eine springende Fortbewegung spezialisiert. Zudem klettern sowohl einige Schwanz- als auch einige Froschlurcharten auf Bäume. Einige wenige Froscharten können sogar kurze Strecken im Gleitflug zurücklegen. Viele Schleichenlurche bewegen sich hingegen im Boden grabend. Im Wasser schwimmen und tauchen Schwanzlurche schlängelnd unter Einsatz ihres Ruderschwanzes und Frösche mit Hilfe ihrer langen, kräftigen Hinterbeine.
Frosch- und Schwanzlurche haben einen flachen und relativ offenen, Schleichenlurche einen verhältnismäßig hohen, kompakten und keilförmigen Schädel. Als eines der bedeutendsten gemeinsamen Merkmale der modernen Amphibien, das sie zugleich auch von den frühen Amphibien, den „Ur-Lurchen“, unterscheidet, gilt der spezielle Bau ihrer Zähne: Eine meist mit Zahnschmelz überzogene Krone sitzt einer im Kieferknochen verankerten Basis aus Dentin, dem sogenannten Pedikel auf, wobei sich zwischen Krone und Pedikel eine schwach mineralisierte Zone befindet. Dieser Zahnbau wird als pedicellat bezeichnet. Der Zahnwechsel erfolgt, wie bei den ursprünglicheren Landwirbeltieren (einschließlich der modernen Reptilien) allgemein üblich, mehrfach im Verlauf des Lebens (Polyphyodontie). Verglichen mit dem Grundbauplan der Landwirbeltiere sind im Schädel der modernen Amphibien zahlreiche Knochen verloren gegangen, auch solche, die bei modernen Reptilien in der Regel noch vorhanden sind. Dies betrifft sowohl Elemente des Schädeldaches (Jugale, Postorbitale), des Gaumendaches (Ectopterygoid) und des Hirnschädels (Supraoccipitale, Basioccipitale, Basisphenoid) sowie das Epipterygoid.
Bei Schwanzlurchen sind die beiden Gliedmaßenpaare eher gleich lang, bei Froschlurchen deutlich unterschiedlich lang ausgebildet. An jeder Hand befinden sich in der Regel je vier Finger, an den Füßen je fünf Zehen. Bei den Schleichenlurchen sind die Gliedmaßen vollständig zurückgebildet. Auch innerhalb der Schwanzlurche findet sich bei den Armmolchen und Aalmolchen eine partielle bzw. vollständige Reduktion der Gliedmaßen. Das knöcherne Rumpfskelett ist im Vergleich zu den Amnioten teilweise reduziert. So sind die Rippen allgemein kurz, bilden keinen richtigen Rippenkorb und ein Brustbein ist nicht vorhanden. Die Froschlurche, deren Habitus generell stark abgeleitet ist, haben oft überhaupt keine Rippen. Zudem weisen Froschlurche nur fünf bis neun Hals- und Rückenwirbel auf, während es bei den Schwanzlurchen mit ihrem eher konservativen Habitus zwischen 10 und 60 sind. Die Gelenkung zwischen Halswirbelsäule und Schädel erfolgt über eine paarige Hinterhauptskondyle – der ursprüngliche Zustand bei Landwirbeltieren ist ein einzelner medianer Condylus. Das Becken ist – falls nicht zurückgebildet – an den Querfortsätzen eines einzelnen Beckenwirbels angeheftet.

### Haut und innere Organe
Die Haut (siehe auch Amphibienhaut) ist dünn, nackt und kaum verhornt, feucht und glatt oder auch trocken-„warzig“, die Unterhaut ist reich an Schleim- und Giftdrüsen- sowie Pigmentzellen. Sie spielt eine wichtige Rolle bei der Atmung, beim Schutz vor Infektionen und Feinden sowie beim Wasserhaushalt. Amphibien häuten sich in periodischen Abständen, einige Arten mitunter täglich. Dabei wird die nicht mitwachsende äußere Hornschicht der Epidermis in einem Stück mithilfe von Körperbewegungen abgestreift. (Die alte Haut wird – insbesondere bei den Froschlurchen – noch während des Vorgangs verzehrt.) Amphibien trinken nicht, sondern nehmen durch die Haut Wasser auf und speichern dieses in Lymphsäcken unter der Haut und in der Harnblase. Durch die Harnblasenwand kann es später wieder dem Organismus zugeführt werden.
Als Larven besitzen Amphibien Kiemen, als erwachsene Tiere einfache Lungen (vergleiche Schluckatmung), die ebenso wie die Hautatmung (einschließlich der Sonderform Mundhöhlenatmung) dem Gasaustausch dienen.
Amphibien sind wechselwarm; das bedeutet, dass sie keine konstante Körpertemperatur aufweisen, sondern diese von der Umgebungstemperatur abhängt. Ihr Herz besteht aus zwei separaten Vorkammern und einer einheitlichen Hauptkammer ohne Scheidewand, das heißt Lungen- und Körperblutkreislauf sind nur teilweise getrennt.
Der Darmausgang, die Exkretions- und inneren Geschlechtsorgane münden alle in einer einzigen bauchseitigen Körperöffnung, der Kloake.

### Sinnesorgane
Für viele Arten sind die Augen wichtige Sinnesorgane und entsprechend gut entwickelt. Allerdings werden reglose Objekte nur unzureichend wahrgenommen, wohingegen Bewegungen starke Reize bilden – sowohl bei der Nahrungssuche und Feinderkennung als auch bei der Sexualpartnerfindung.
Das Mittelohr der Frosch- und Schwanzlurche besitzt zwei potenziell schallleitende Knochenelemente: den Stapes (Columella) und das Operculum. Das Operculum ist in das Foramen ovale des Innenohrs eingepasst und der Stapes, ein einfaches Knochenstäbchen, berührt mit seinem „hinteren“ Ende (Fußplatte) das Operculum und kann mit diesem verschmolzen sein. Tatsächlich für die Schallleitung zuständig ist der Stapes jedoch nur bei den Froschlurchen, denn nur diese besitzen ein Trommelfell. Es steht, wie auch bei Reptilien und Vögeln, mit dem „vorderen“ Ende des Stapes in Kontakt. Jedoch ist das Trommelfell der Froschlurche dem der Amnioten wahrscheinlich nicht homolog. Bei Schwanzlurchen erfolgt die Schallwahrnehmung vor allem über die Vordergliedmaßen: Das Operculum ist über einen permanent angespannten (tonischen) Muskel (Musculus opercularis) mit dem Schultergürtel verbunden, wodurch Bodenvibrationen (Substratschall) zum Innenohr geleitet werden können. Dieser sogenannte Opercularapparat ist auch bei Froschlurchen vorhanden, dient dort aber möglicherweise nicht oder nur untergeordnet der Schallwahrnehmung. Bei Schleichenlurchen fehlt das Operculum, wahrscheinlich weil sie keinen Schultergürtel haben. Bei ihnen fungieren vermutlich die Körperhöhle und der Schädel als Schallleiter.
Der Geruchssinn ist vor allem bei Schwanzlurchen recht hoch entwickelt.
Ähnlich wie Fische besitzen auch die Larven sowie die im Wasser lebenden Arten der Amphibien ein Seitenliniensystem. Bei Larven von Schleichenlurchen und Salamandern sind Elektrorezeptoren ähnlich den Lorenzinischen Ampullen der Haie nachgewiesen.

## Fortpflanzung und Individualentwicklung

### Paarung

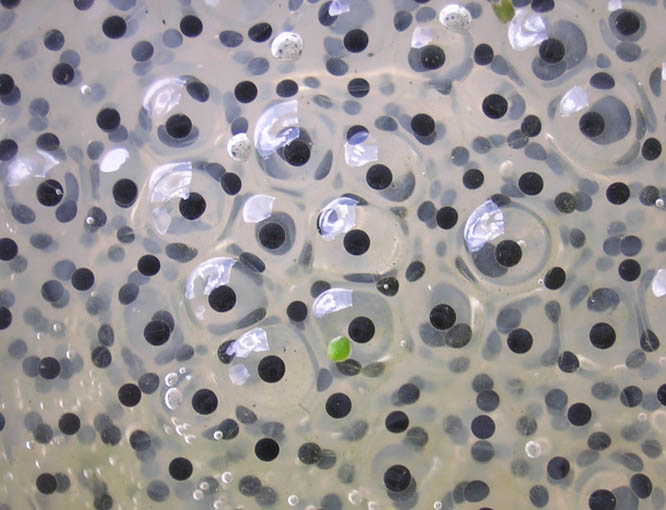
Froschlaich

Vor allem die Männchen vieler Froschlurche verfügen über ein Repertoire von Lautäußerungen zur Revierabgrenzung und zum Anlocken von Weibchen. Die entsprechenden Rufe erzeugen sie mittels Schallblasen, ihres Kehlkopfes und der Lungen.
Fast alle Arten legen Eier, sogenannten Laich, in gallertigen Hüllen ab; einige betreiben eine komplizierte Brutpflege. Die Befruchtung findet vorwiegend erst außerhalb des Mutterleibes statt; die meisten Schwanzlurche praktizieren dagegen eine indirekte innere Besamung und Befruchtung.

### Abhängigkeit vom Wasser
Zur Fortpflanzung müssen die meisten Amphibien das Wasser aufsuchen – auch an Trockenheit angepasste Arten. Die sich im Wasser entwickelnden Larven, die bei Froschlurchen Kaulquappen genannt werden, atmen zunächst mit Außenkiemen. Erst nach einiger Zeit tritt eine Metamorphose ein, in der sie sich hormongesteuert zum lungenatmenden, skelettgestützten Tier umformen, welches das Gewässer verlassen kann.
Einige Arten oder Exemplare von Arten bleiben längerfristig oder sogar zeitlebens in einem Larvenstadium (sogenannte temporäre, partielle oder vollständige Neotenie, auch Pädomorphie). Sie leben dauernd aquatil, wie zum Beispiel der Axolotl.
Nur sehr wenige, wie der im Gebirge beheimatete Alpensalamander, sind lebendgebärend (vivipar) und bringen bereits fertig entwickelte Junge zur Welt. Manche anderen Amphibien, wie etwa die Antillen-Pfeiffrösche oder viele Lungenlose Salamander, haben sich ebenfalls unabhängig von offenen Gewässern gemacht, indem bei ihnen eine direkte Larvenentwicklung innerhalb der Eier stattfindet. Hier schlüpfen also fertige Jungtiere aus den an Land abgelegten Eiern.

### Metamorphose der Larven

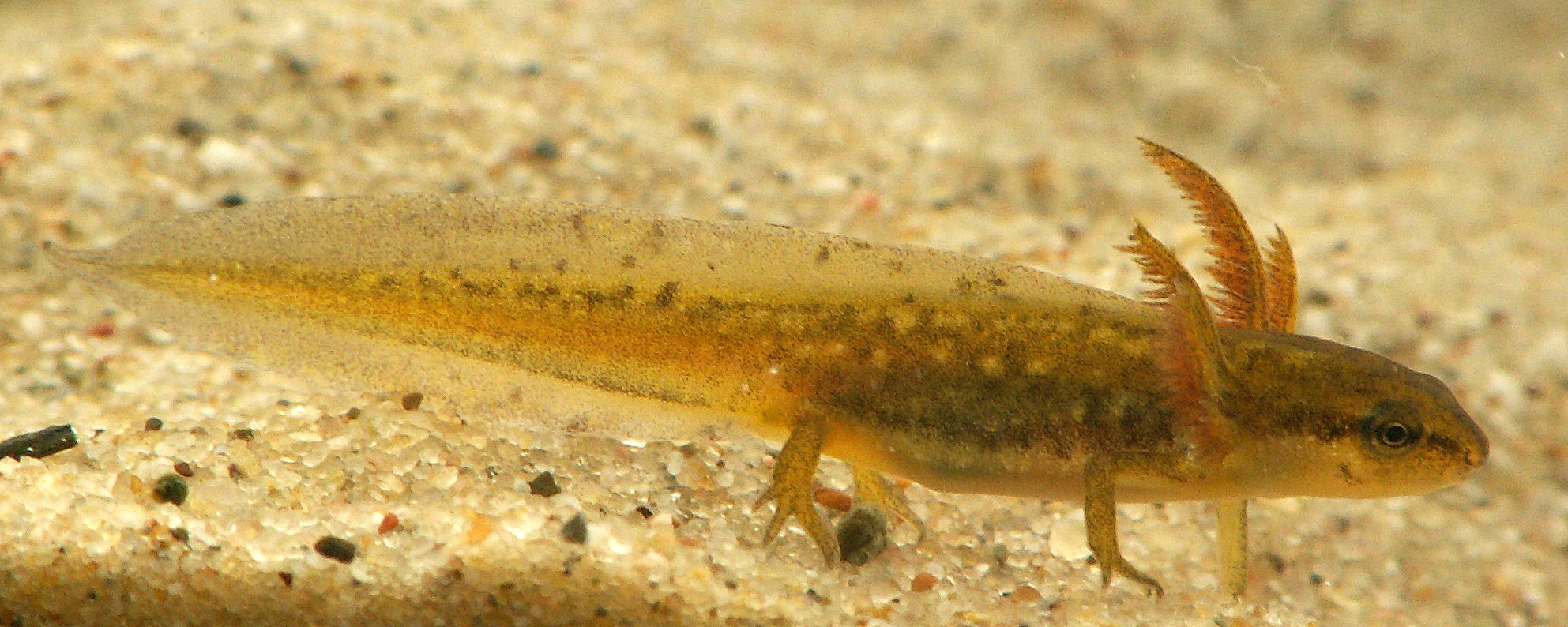
Molchlarve (Lissotriton vulgaris) mit äußeren Kiemen

Wichtiger Bestandteil der Metamorphose wasserlebender Larven ist die Rückbildung der Kiemen sowie die Verlagerung der Atmung zur Lunge und zur Hautoberfläche. Die Hautstruktur verändert sich, um an Land den Wasserverlust zu verringern. Es findet ferner eine Verknöcherung vormals knorpeliger Substanz sowie eine Entwicklung von Extremitäten statt – bei Molchlarven wird erst das vordere, dann das hintere Beinpaar sichtbar, bei Kaulquappen ist es umgekehrt. Der Ruderschwanz der Larven bildet sich in der letzten Phase der Metamorphose bei Froschlurchen allmählich ganz zurück; Schwanzlurche behalten diesen.
Es entwickeln sich in der Regel Augenlider (außer bei manchen voll-aquatisch lebenden Formen) und es entstehen außenliegende Trommelfelle – letzteres nur bei den Froschlurchen. Am drastischsten ist der innere und äußere Gestaltwandel zwischen Larve und metamorphosiertem Tier bei den Froschlurchen (vergleiche Kaulquappe).

## Nahrung

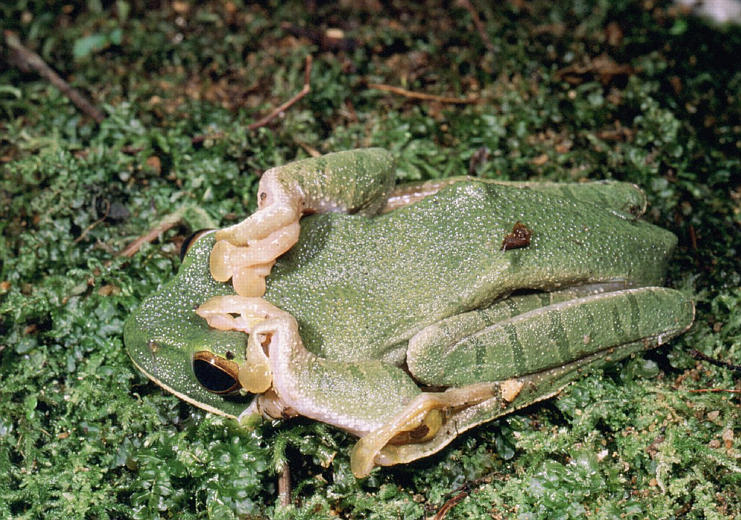
Passive Abwehrhaltung des Madagaskarfrosches Boophis albilabris

Während sich die Kaulquappen der Froschlurche in erster Linie pflanzlich ernähren, Detritus fressen oder auch an Aas gehen, sind Molchlarven und alle metamorphosierten Amphibien rein carnivor. Im Allgemeinen wird lebende Beute aufgenommen und im Ganzen verschluckt, vor allem Insekten, Gliedertiere, Weichtiere und Spinnen. Viele Arten verfügen zum Beutefang über eine im vorderen Mundbereich verwachsene, hervorschnellbare klebrige Zunge. Größere Amphibien können auch andere kleine Wirbeltiere überwältigen; Kannibalismus (auch innerartlicher) ist zudem nicht selten. Allerdings verhalten sich Amphibien aufgrund ihres poikilothermen Stoffwechsels oft weniger als aktive Jäger, sondern sie verfolgen mehr eine Strategie des Lauerns oder der sich spontan bietenden Gelegenheit.

## Fressfeinde
Lurche gehören zum Beuteschema vieler Tiere und bilden zuweilen deren wichtigste Nahrungsgrundlage. Die erwachsenen Exemplare sind Nahrung vieler Säugetiere, Vögel und Reptilien, manchmal auch von größeren Wirbellosen. Abgesehen von ihren teilweise sehr wirksamen Hautgiften verfügen Lurche kaum über aktive Verteidigungsstrategien wie etwa scharfe Zähne oder Krallen. Oft vertrauen sie auf Tarnung, Verbergen oder Flucht, manchmal auch auf Imponierverhalten wie das Aufblähen des Körpers oder das Aufreißen des Maules.
Laich und Larven im Wasser werden von „räuberischen“ Insektenlarven, von Fischen und Wasservögeln, aber auch von anderen Amphibien gefressen. Aus diesem Grund müssen Lurche für eine sehr große Nachkommenschaft sorgen, denn nur aus einem winzigen Bruchteil der produzierten Eier und Larven werden später geschlechtsreife Amphibien.

## Systematik und Taxonomie

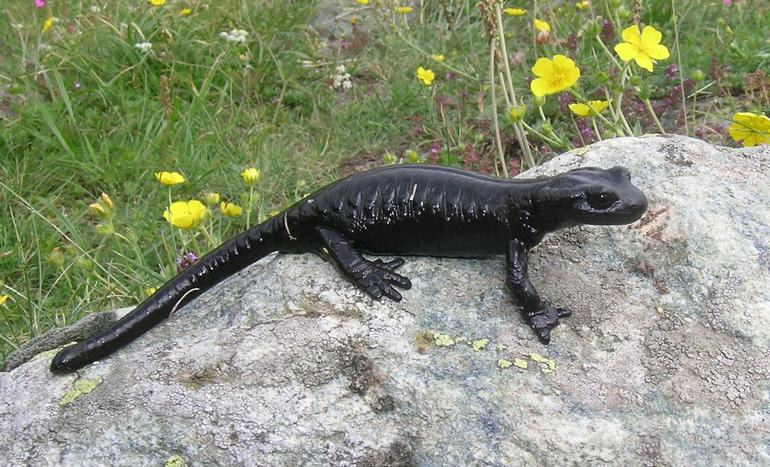
Zur Gruppe der Schwanzlurche gehört beispielsweise Lanzas Alpensalamander (Salamandra lanzai).

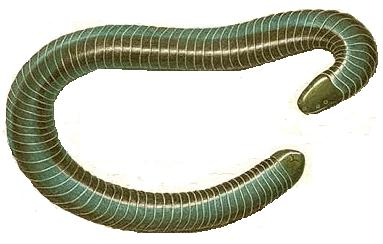
Schleichenlurche wie die Ringelwühle (Syphonops annulatus; Illustration) stellen die kleinste Ordnung der Amphibien dar.

Die bekannten Amphibien der Gegenwart (Lissamphibia) sind auf mittlerweile fast 9000 Arten zu beziffern. Die Zahl der von der IUCN für ihre „Rote Liste“ (Stand: 2024) berücksichtigten Arten liegt bei 8022; die von Darrel R. Frost und dem American Museum of Natural History erstellte Online-Datenbank Amphibian Species of the World und die Webseite Amphibiaweb.org der University of California unterscheiden 8818 Arten (Stand: Dezember 2024).
Gegenüber etwas älteren Übersichten liegen diese Zahlen deutlich höher, was in erster Linie auf neue Methoden in der systematisch-taxonomischen Forschung zurückzuführen ist. In diesem Zusammenhang sind die Allozymelektrophorese, die Sequenzierung von DNA und die verfeinerte bioakustische Analyse von Lautäußerungen zu nennen. In der Folge kommt es vermehrt zur Anerkennung des Artranges für früher beispielsweise nur als Unterarten behandelte Taxa. Es werden aber auch immer noch zahlreiche bisher unbekannte Arten entdeckt und wissenschaftlich beschrieben, insbesondere unter den Froschlurchen in tropischen Regionen.
Auf höherer taxonomischer Ebene wird meist eine Unterteilung in drei Ordnungen vorgenommen:
- Ordnung Schwanzlurche (Caudata oder Urodela), also Salamander und Molche (etwa 820 Arten = ca. 9 % der Amphibien)
- Ordnung Froschlurche (Anura oder Salientia), also Frösche, Kröten und Unken (etwa 7700 Arten = ca. 88 %)
- Ordnung Schleichenlurche oder Blindwühlen (Gymnophiona oder Apoda) (etwa 220 Arten = knapp 3 %)

Der systematische Begriff „Lissamphibia“ sollte gegenüber „Amphibia“ bevorzugt werden. Die Lissamphibia sind nach heutiger Auffassung ein monophyletisches Taxon, wogegen Amphibia (unter Einbeziehung fossiler Vertreter) paraphyletisch sind und eine Ausschlussgruppe darstellen: alle Landwirbeltiere (Tetrapoda), die keine Amnioten sind.

## Verbreitung

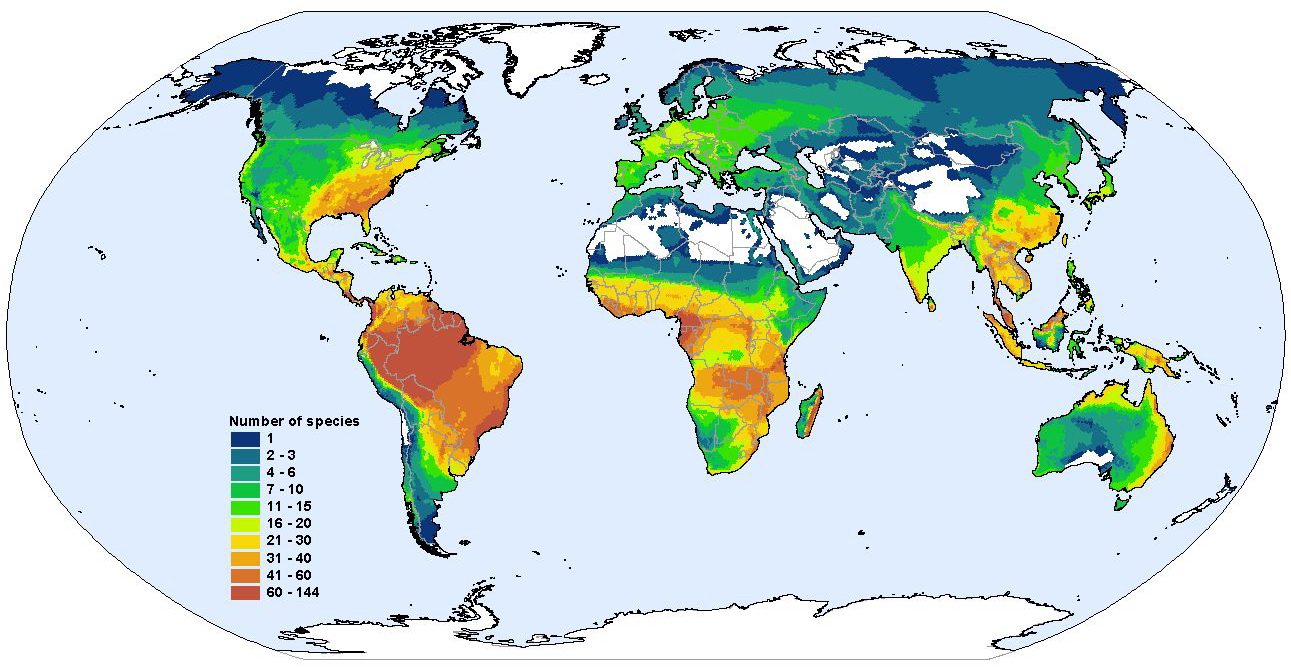
Artenvielfalt der Amphibien auf der Erde

Amphibien kommen auf allen Kontinenten mit Ausnahme von Antarktika von den kalt-gemäßigten bis in die tropischen Zonen vor. In der Arktis kommen in klimatisch begünstigten Tundren insgesamt nur fünf Arten vor.
Ihre häufige Abhängigkeit von Süßwasser (in einigen Fällen wird auch Brackwasser toleriert) begrenzt ihren Lebensraum. Trockengebiete werden nur von wenigen Spezialisten wie beispielsweise den Amerikanischen Schaufelfußkröten bewohnt, deren Kaulquappen die kürzeste bekannte Entwicklungszeit aller Amphibienlarven haben. Auch kalte Hochgebirge sind kein geeigneter Lebensraum für die meisten Arten.
Die Schleichenlurche (Blindwühlen) sind auf die Tropen Afrikas, Asiens und Amerikas beschränkt. Die Verbreitung der Salamander und Molche konzentriert sich – mit wenigen Ausnahmen in Südamerika – auf die Nordhalbkugel. Froschlurche kommen in fast allen Erdteilen und auf vielen Inseln vor.
Schwerpunkte der Artenvielfalt befinden sich in den subtropischen und tropischen Zonen, der Neotropis, Paläotropis und der australischen Region. Die biogeografische Region der Holarktis ist vergleichsweise artenarm – besonders die Paläarktis Eurasiens.
- Das tropische Lateinamerika ist der wichtigste „Hotspot“ der Amphibien-Diversität. Als artenreichste Nationalstaaten gelten Brasilien (1154 Arten) und Kolumbien (819). Auch auf den nächsten Rängen stehen südamerikanische Länder: Ecuador (679 Arten) und Peru (665). Zur mexikanischen Fauna zählen 418 Amphibienspezies, in den USA sind es 327.
- In Asien sind die drei artenreichsten Staaten China (569 Arten), Indien (448) und Indonesien (390).
- In Afrika weisen die Insel Madagaskar (377 Arten), die Demokratische Republik Kongo (230) und Kamerun (226) die meisten Amphibienarten des Kontinents auf.
- Für Australien werden derzeit 250 Arten aufgelistet. Im viel kleineren, geografisch ebenfalls zum australischen Kontinent gerechneten Inselstaat Papua-Neuguinea kommen 416 Arten vor.
- Europa ist arm an Amphibienarten. Das europäische Land mit der größten Artenzahl ist Italien (48).[14]

## Arten in Europa

### Ursache der geringen Artenzahl
Der europäische (Sub-)Kontinent einschließlich seiner Inseln ist ausgesprochen arm an Amphibienarten. Von den über 7000 Arten weltweit sind nur knapp 90 einheimisch, 40 Schwanzlurch- und mindestens 48 Froschlurcharten (inklusive drei hybridogenen Hybriden bei den „Wasserfröschen“). Dafür treten diese Arten aber nicht selten in umfangreicheren Verbreitungsgebieten und größeren Beständen auf als solche in Weltgegenden mit extrem hoher Artenvielfalt.
Ein wesentlicher Grund für die geringe Diversität insbesondere in Mitteleuropa waren die verschiedenen pleistozänen Kaltzeiten 1,8 Millionen bis etwa 10.000 Jahre vor heute. Die Vergletscherungen Zentraleuropas und der Hochgebirge verdrängten neben anderen Tieren auch die Amphibien in Refugialräume auf der Iberischen Halbinsel, am Mittelmeer sowie am Schwarzen und Kaspischen Meer. (Durch die räumliche Zersplitterung von Arealen wurde allerdings auch die weitere Artbildung gefördert.) In Warmzeiten drangen einige Arten wieder nach Mitteleuropa vor, wobei sie oft orographische „Pforten“ zwischen Gebirgen passieren mussten. Als solche Ausbreitungskorridore wirkten im Südwesten Europas unter anderem die Passage zwischen den Ostpyrenäen und dem Mittelmeer und im Südosten das Donau-Tiefland.
Aus diesen biogeographischen Hintergründen resultiert auch die Tatsache, dass die Iberische Halbinsel und Frankreich zusammen über mehr als 60 Prozent des europäischen Arteninventars der Amphibien und Reptilien verfügen.

### Arten im deutschsprachigen Raum

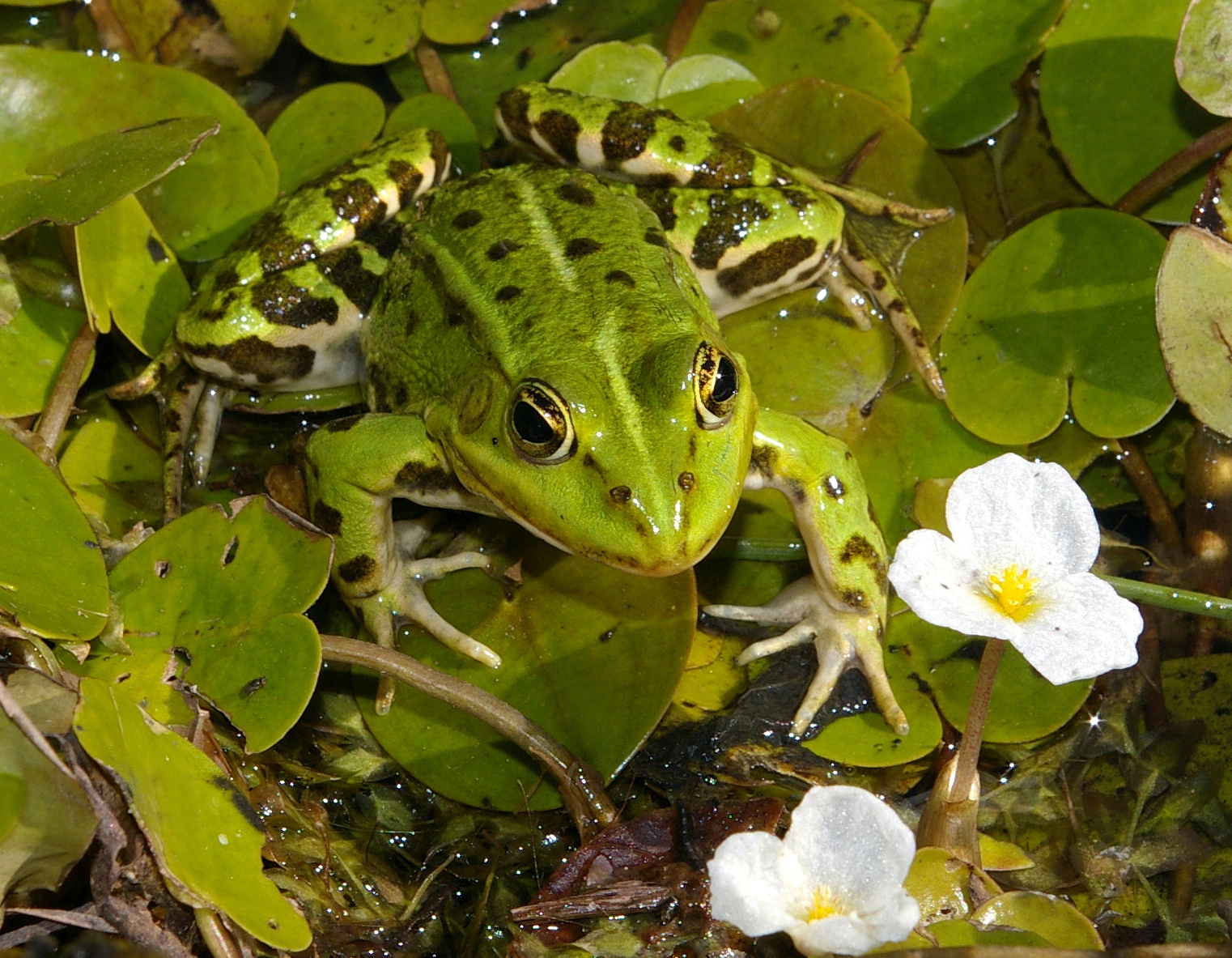
Teichfrosch auf Froschbiss-Blättern

Deutschland weist Vorkommen von 20 einheimischen Taxa – 19 Arten und eine Hybride – auf. Dabei handelt es sich im Einzelnen um sechs Schwanzlurch- und 14 Froschlurcharten oder -formen (vergleiche Tabellen). Der Status des Alpen-Kammmolches gilt derzeit als unklar – möglicherweise kommen auf deutschem Territorium nur Hybriden mit dem Nördlichen Kammmolch bzw. nur allochthone Bestände vor. In der aktuellen Roten Liste Deutschlands wird die Art daher nicht mehr bewertet, sondern vorläufig nur noch als Neozoon betrachtet. Den gleichen Status hat hier der Nordamerikanische Ochsenfrosch, der sich in neuerer Zeit an manchen Stellen, insbesondere in Südwestdeutschland, mit Populationen etablieren konnte, die auf künstliche Aussetzungen zurückzuführen sind. Sechs Lurcharten gelten zurzeit bundesweit als nicht gefährdet, bei einer ist die Datenlage unzureichend, drei stehen auf der „Vorwarnliste“. Die übrigen zehn Arten werden auf der Roten Liste geführt – das sind 50 Prozent der Arten (zu den Gründen vergleiche den Abschnitt „Gefährdung“). Für mehrere Arten trägt Deutschland darüber hinaus eine starke Verantwortlichkeit, da diese dort entweder einen Großteil ihres Gesamtareales und Weltbestandes haben oder aber besonders empfindliche Vorposten-Populationen existieren. In diesem Zusammenhang sind zumindest Bergmolch, Nördlicher Kammmolch, Gelbbauchunke, Kreuzkröte, Teichfrosch sowie Springfrosch zu erwähnen.
Die Amphibienfaunen der Schweiz und Österreichs unterscheiden sich vom Artenspektrum her nur geringfügig von Deutschland. In der Schweiz fehlen die Rotbauchunke, wahrscheinlich der Moorfrosch und die Knoblauchkröte; die Wechselkröte gilt als ausgestorben. Dafür kommen als zusätzliche Arten der Italienische Springfrosch und der Italienische Laubfrosch im Tessin vor. Dort ist außerdem eine weitere Unterart des Teichmolches anzutreffen (Lissotriton vulgaris meridionalis). Der Alpen-Kammmolch und der Seefrosch wurden allerdings vom Menschen eingeführt.
In Österreich fehlen gegenüber Deutschland der Fadenmolch und die Geburtshelferkröte; die Kreuzkröte ist hier vom Aussterben bedroht. Als zusätzliche Art finden sich der Donau-Kammmolch im Osten des Landes sowie der Alpen-Kammmolch; außerdem gibt es eine zweite Unterart des Moorfrosches, den Balkan-Moorfrosch.

### Tabelle Schwanzlurche in Europa
Die Schwanzlurcharten Europas (ohne Kaukasien und Anatolien) nach der hier gebräuchlichen Systematik und Nomenklatur. Spalte „FFH-Anhang“: Schutzstatus gemäß Fauna-Flora-Habitat-Richtlinie der EU. (Alle europäischen Lurcharten sind zudem nach dem Bundesnaturschutzgesetz „besonders geschützt“ bzw. „streng geschützt“.) Bei Arten mit Vorkommen in Deutschland, Österreich und/oder der Schweiz (Name ist fett hervorgehoben) werden die aktuellen Einstufungen in der jeweiligen nationalen Roten Liste aufgeführt.
Abkürzungen: 

FFH-Anhang: II = es sind eigens Schutzgebiete für diese Art einzurichten; IV = streng zu schützende Art von gemeinschaftlichem Interesse; V = Art von gemeinschaftlichem Interesse, die Gegenstand von Verwaltungsmaßnahmen sein kann. 

Rote Liste: 0 (Schweiz/Österreich: RE) = ausgestorben oder verschollen; 1 (CR) = vom Aussterben bedroht; 2 (EN) = stark gefährdet; 3 (VU) = gefährdet. 

R = Art mit geografischer Restriktion; G (DD) = Gefährdung anzunehmen, aber Datenlage unzureichend; NT = potentiell gefährdet/Gefährdung droht (keine gegenwärtige Gefährdungs-Kategorie); V = Vorwarnliste (keine gegenwärtige Gefährdungs-Kategorie). 

NE = nicht beurteilt; n (LC) = nicht in der Roten Liste/nicht gefährdet. Leeres Feld bei „Rote Liste“ = diese Art/Unterart kommt hier nicht vor.
| Deutscher Artname                         | Wissenschaftl. Name                      | Familie        | FFH- Anhang | Rote Liste Deutschland (von 2020) | Rote Liste Österreich (von 2007) | Rote Liste Schweiz (von 2005) |
| ----------------------------------------- | ---------------------------------------- | -------------- | ----------- | --------------------------------- | -------------------------------- | ----------------------------- |
| Sibirischer Winkelzahnmolch               | Salamandrella keyserlingii               | Hynobiidae     | –           |                                   |                                  |                               |
| Grottenolm                                | Proteus anguinus                         | Proteidae      | II, IV      |                                   |                                  |                               |
| Ambrosis Höhlensalamander                 | Speleomantes (Hydromantes) ambrosii      | Plethodontidae | II, IV      |                                   |                                  |                               |
| Monte-Albo-Höhlensalamander               | Speleomantes (Hydromantes) flavus        | Plethodontidae | II, IV      |                                   |                                  |                               |
| Genés Höhlensalamander                    | Speleomantes (Atylodes) genei            | Plethodontidae | II, IV      |                                   |                                  |                               |
| Duftender Höhlensalamander                | Speleomantes (Hydromantes) imperialis    | Plethodontidae | II, IV      |                                   |                                  |                               |
| Italienischer Höhlensalamander            | Speleomantes (Hydromantes) italicus      | Plethodontidae | II, IV      |                                   |                                  |                               |
| Sàrrabus-Höhlensalamander                 | Speleomantes (Hydromantes) sarrabusensis | Plethodontidae | (II, IV)    |                                   |                                  |                               |
| Ligurischer Höhlensalamander              | Speleomantes (Hydromantes) strinatii     | Plethodontidae | II, IV      |                                   |                                  |                               |
| Sopramonte-Höhlensalamander               | Speleomantes (Hydromantes) supramontis   | Plethodontidae | II, IV      |                                   |                                  |                               |
| Goldstreifen-Salamander                   | Chioglossa lusitanica                    | Salamandridae  | II, IV      |                                   |                                  |                               |
| Pyrenäen-Gebirgsmolch                     | Calotriton asper                         | Salamandridae  | II, IV      |                                   |                                  |                               |
| Montseny-Gebirgsmolch                     | Calotriton arnoldi                       | Salamandridae  | (II, IV)    |                                   |                                  |                               |
| Korsischer Gebirgsmolch                   | Euproctus montanus                       | Salamandridae  | II, IV      |                                   |                                  |                               |
| Sardischer Gebirgsmolch                   | Euproctus platycephalus                  | Salamandridae  | II, IV      |                                   |                                  |                               |
| Bergmolch                                 | Ichthyosaura alpestris                   | Salamandridae  | –           | n                                 | NT                               | LC                            |
| Spanischer Wassermolch                    | Lissotriton boscai                       | Salamandridae  | –           |                                   |                                  |                               |
| Fadenmolch                                | Lissotriton helveticus                   | Salamandridae  | –           | n                                 |                                  | VU                            |
| Italienischer Wassermolch                 | Lissotriton italicus                     | Salamandridae  | II, IV      |                                   |                                  |                               |
| Karpatenmolch                             | Lissotriton montandoni                   | Salamandridae  | II, IV      |                                   |                                  |                               |
| Teichmolch                                | Lissotriton vulgaris                     | Salamandridae  | –           | n                                 | NT                               | EN                            |
| Unterart: Siebenbürgener Teichmolch       | Lissotriton vulgaris ampelensis          | Salamandridae  | II, IV      |                                   |                                  |                               |
| Karpathos-Salamander                      | Lyciasalamandra helverseni               | Salamandridae  | (II, IV)    |                                   |                                  |                               |
| europ. Unterart von: Lykischer Salamander | Lyciasalamandra luschani basoglui        | Salamandridae  | II, IV      |                                   |                                  |                               |
| Nördlicher Bandmolch                      | Ommatotriton ophryticus                  | Salamandridae  | –           |                                   |                                  |                               |
| Spanischer Rippenmolch                    | Pleurodeles waltl                        | Salamandridae  | –           |                                   |                                  |                               |
| Alpensalamander                           | Salamandra atra                          | Salamandridae  | IV          | n                                 | NT                               | LC                            |
| Aurora-Alpensalamander                    | Salamandra (atra) aurorae                | Salamandridae  | II, IV      |                                   |                                  |                               |
| Korsischer Feuersalamander                | Salamandra corsica                       | Salamandridae  | –           |                                   |                                  |                               |
| Lanzas Alpensalamander                    | Salamandra lanzai                        | Salamandridae  | IV          |                                   |                                  |                               |
| Südspanischer Feuersalamander             | Salamandra longirostris                  | Salamandridae  |             |                                   |                                  |                               |
| Feuersalamander                           | Salamandra salamandra                    | Salamandridae  | –           | V                                 | NT                               | VU                            |
| Nördlicher Brillensalamander              | Salamandrina perspicillata               | Salamandridae  | (II, IV)    |                                   |                                  |                               |
| Südlicher Brillensalamander               | Salamandrina terdigitata                 | Salamandridae  | II, IV      |                                   |                                  |                               |
| Alpen-Kammmolch                           | Triturus carnifex                        | Salamandridae  | II, IV      |                                   | VU                               | EN                            |
| Nördlicher Kammmolch                      | Triturus cristatus                       | Salamandridae  | II, IV      | 3                                 | EN                               | EN                            |
| Donau-Kammmolch                           | Triturus dobrogicus                      | Salamandridae  | II          |                                   | EN                               |                               |
| Bureschs Kammmolch                        | Triturus ivanbureschi                    | Salamandridae  |             |                                   |                                  |                               |
| Asiatischer Kammmolch                     | Triturus karelinii                       | Salamandridae  | II, IV      |                                   |                                  |                               |
| Makedonischer Kammmolch                   | Triturus macedonicus                     | Salamandridae  | (II, IV)    |                                   |                                  |                               |
| Marmormolch                               | Triturus marmoratus                      | Salamandridae  | IV          |                                   |                                  |                               |
| Zwerg-Marmormolch                         | Triturus pygmaeus                        | Salamandridae  | (IV)        |                                   |                                  |                               |
|                                           | Triturus rudolfi                         | Salamandridae  |             |                                   |                                  |                               |

### Tabelle Froschlurche in Europa
Die Froschlurcharten Europas (ohne Kaukasien und Anatolien; ohne regional etablierte Neozoen wie Nordamerikanischer Ochsenfrosch und Glatter Krallenfrosch) nach der hier gebräuchlichen Systematik und Nomenklatur. Spalte „FFH-Anhang“: Schutzstatus gemäß Fauna-Flora-Habitat-Richtlinie der EU. (Alle europäischen Lurcharten sind zudem nach dem Bundesnaturschutzgesetz „besonders geschützt“ bzw. „streng geschützt“.) Bei Arten mit Vorkommen in Deutschland, Österreich und/oder der Schweiz (Name ist fett hervorgehoben) werden die aktuellen Einstufungen in der jeweiligen nationalen Roten Liste aufgeführt.
Abkürzungen: 

FFH-Anhang: II = es sind eigens Schutzgebiete für diese Art einzurichten; IV = streng zu schützende Art von gemeinschaftlichem Interesse; V = Art von gemeinschaftlichem Interesse, die Gegenstand von Verwaltungsmaßnahmen sein kann. 

Rote Liste: 0 (Schweiz/Österreich: RE) = ausgestorben oder verschollen; 1 (CR) = vom Aussterben bedroht; 2 (EN) = stark gefährdet; 3 (VU) = gefährdet. 

R = Art mit geografischer Restriktion; G (DD) = Gefährdung anzunehmen, aber Datenlage unzureichend; NT = potentiell gefährdet/Gefährdung droht (keine gegenwärtige Gefährdungs-Kategorie); V = Vorwarnliste (keine gegenwärtige Gefährdungs-Kategorie). 

NE = nicht beurteilt; n (LC) = nicht in der Roten Liste/nicht gefährdet. Leeres Feld bei „Rote Liste“ = diese Art/Unterart kommt hier nicht vor.
| Deutscher Artname                  | Wissenschaftl. Name      | Familie        | FFH- Anhang | Rote Liste Deutschland (von 2020) | Rote Liste Österreich (von 2007) | Rote Liste Schweiz (von 2005) |
| ---------------------------------- | ------------------------ | -------------- | ----------- | --------------------------------- | -------------------------------- | ----------------------------- |
| Rotbauchunke                       | Bombina bombina          | Bombinatoridae | II, IV      | 2                                 | VU                               |                               |
| Italienische Gelbbauchunke         | Bombina pachypus         | Bombinatoridae | (II, IV)    |                                   |                                  |                               |
| Gelbbauchunke                      | Bombina variegata        | Bombinatoridae | II, IV      | 2                                 | VU                               | EN                            |
| Iberischer Scheibenzüngler         | Discoglossus galganoi    | Discoglossidae | II, IV      |                                   |                                  |                               |
| Korsischer Scheibenzüngler         | Discoglossus montalentii | Discoglossidae | II, IV      |                                   |                                  |                               |
| Gemalter Scheibenzüngler           | Discoglossus pictus      | Discoglossidae | IV          |                                   |                                  |                               |
| Sardischer Scheibenzüngler         | Discoglossus sardus      | Discoglossidae | II, IV      |                                   |                                  |                               |
| Iberische Geburtshelferkröte       | Alytes cisternasii       | Alytidae       | IV          |                                   |                                  |                               |
| Südostiberische Geburtshelferkröte | Alytes dickhilleni       | Alytidae       | (IV)        |                                   |                                  |                               |
| Mallorca-Geburtshelferkröte        | Alytes muletensis        | Alytidae       | II, IV      |                                   |                                  |                               |
| Nördliche Geburtshelferkröte       | Alytes obstetricans      | Alytidae       | IV          | 2                                 |                                  | EN                            |
| Kaukasischer Schlammtaucher        | Pelodytes caucasicus     | Pelodytidae    | –           |                                   |                                  |                               |
| Südiberischer Schlammtaucher       | Pelodytes ibericus       | Pelodytidae    | –           |                                   |                                  |                               |
| Westlicher Schlammtaucher          | Pelodytes punctatus      | Pelodytidae    | –           |                                   |                                  |                               |
| Messerfuß                          | Pelobates cultripes      | Pelobatidae    | IV          |                                   |                                  |                               |
| Knoblauchkröte                     | Pelobates fuscus         | Pelobatidae    | IV          | 3                                 | EN                               | DD                            |
| Syrische Schaufelkröte             | Pelobates syriacus       | Pelobatidae    | IV          |                                   |                                  |                               |
| Erdkröte                           | Bufo bufo-Komplex        | Bufonidae      | –           | n                                 | NT                               | VU                            |
| Kreuzkröte                         | Epidalea calamita        | Bufonidae      | IV          | 2                                 | CR                               | EN                            |
| Wechselkröte                       | Bufotes viridis-Komplex  | Bufonidae      | IV          | 2                                 | VU                               | RE                            |
| Europäischer Laubfrosch            | Hyla arborea             | Hylidae        | IV          | 3                                 | VU                               | EN                            |
| Italienischer Laubfrosch           | Hyla intermedia          | Hylidae        | (IV)        |                                   |                                  | EN                            |
| Mittelmeer-Laubfrosch              | Hyla meridionalis        | Hylidae        | IV          |                                   |                                  |                               |
| Iberischer Laubfrosch              | Hyla molleri             | Hylidae        | (IV)        |                                   |                                  |                               |
| Östlicher Laubfrosch               | Hyla orientalis          | Hylidae        | (IV)        |                                   |                                  |                               |
| Tyrrhenischer Laubfrosch           | Hyla sarda               | Hylidae        | IV          |                                   |                                  |                               |
| Kleinasiatischer Laubfrosch        | Hyla savignyi            | Hylidae        |             |                                   |                                  |                               |
| Bedriagas Wasserfrosch             | Pelophylax cf. bedriagae | Ranidae        |             |                                   |                                  |                               |
| Italienischer Wasserfrosch         | Pelophylax bergeri       | Ranidae        | –           |                                   |                                  |                               |
| Karpathos-Wasserfrosch             | Pelophylax cerigensis    | Ranidae        | –           |                                   |                                  |                               |
| Kreta-Wasserfrosch                 | Pelophylax cretensis     | Ranidae        | –           |                                   |                                  |                               |
| Epirus-Wasserfrosch                | Pelophylax epeiroticus   | Ranidae        | –           |                                   |                                  |                               |
| Teichfrosch                        | Pelophylax „esculentus“  | Ranidae        | V           | n                                 | NT                               | NT                            |
| Grafs Hybridfrosch                 | Pelophylax „grafi“       | Ranidae        | –           |                                   |                                  |                               |
| Italienischer Hybridfrosch         | Pelophylax „hispanicus“  | Ranidae        | –           |                                   |                                  |                               |
| Balkan-Wasserfrosch                | Pelophylax kurtmuelleri  | Ranidae        |             |                                   |                                  |                               |
| Kleiner Wasserfrosch               | Pelophylax lessonae      | Ranidae        | IV          | G                                 | VU                               | NT                            |
| Iberischer Wasserfrosch            | Pelophylax perezi        | Ranidae        | V           |                                   |                                  |                               |
| Seefrosch                          | Pelophylax ridibundus    | Ranidae        | V           | DD                                | VU                               | NE                            |
| Skutari-Wasserfrosch               | Pelophylax shqipericus   | Ranidae        | –           |                                   |                                  |                               |
| Moorfrosch                         | Rana arvalis             | Ranidae        | IV          | 3                                 | VU                               | DD                            |
| Springfrosch                       | Rana dalmatina           | Ranidae        | IV          | V                                 | NT                               | EN                            |
| Griechischer Frosch                | Rana graeca              | Ranidae        | IV          |                                   |                                  |                               |
| Spanischer Frosch                  | Rana iberica             | Ranidae        | IV          |                                   |                                  |                               |
| Italienischer Frosch               | Rana italica             | Ranidae        | IV          |                                   |                                  |                               |
| Italienischer Springfrosch         | Rana latastei            | Ranidae        | II, IV      |                                   |                                  | VU                            |
| Kleinasiatischer Braunfrosch       | Rana macrocnemis         | Ranidae        |             |                                   |                                  |                               |
| Pyrenäenfrosch                     | Rana pyrenaica           | Ranidae        |             |                                   |                                  |                               |
| Grasfrosch                         | Rana temporaria          | Ranidae        | V           | V                                 | NT                               | LC                            |

## Gefährdung

### Statistik

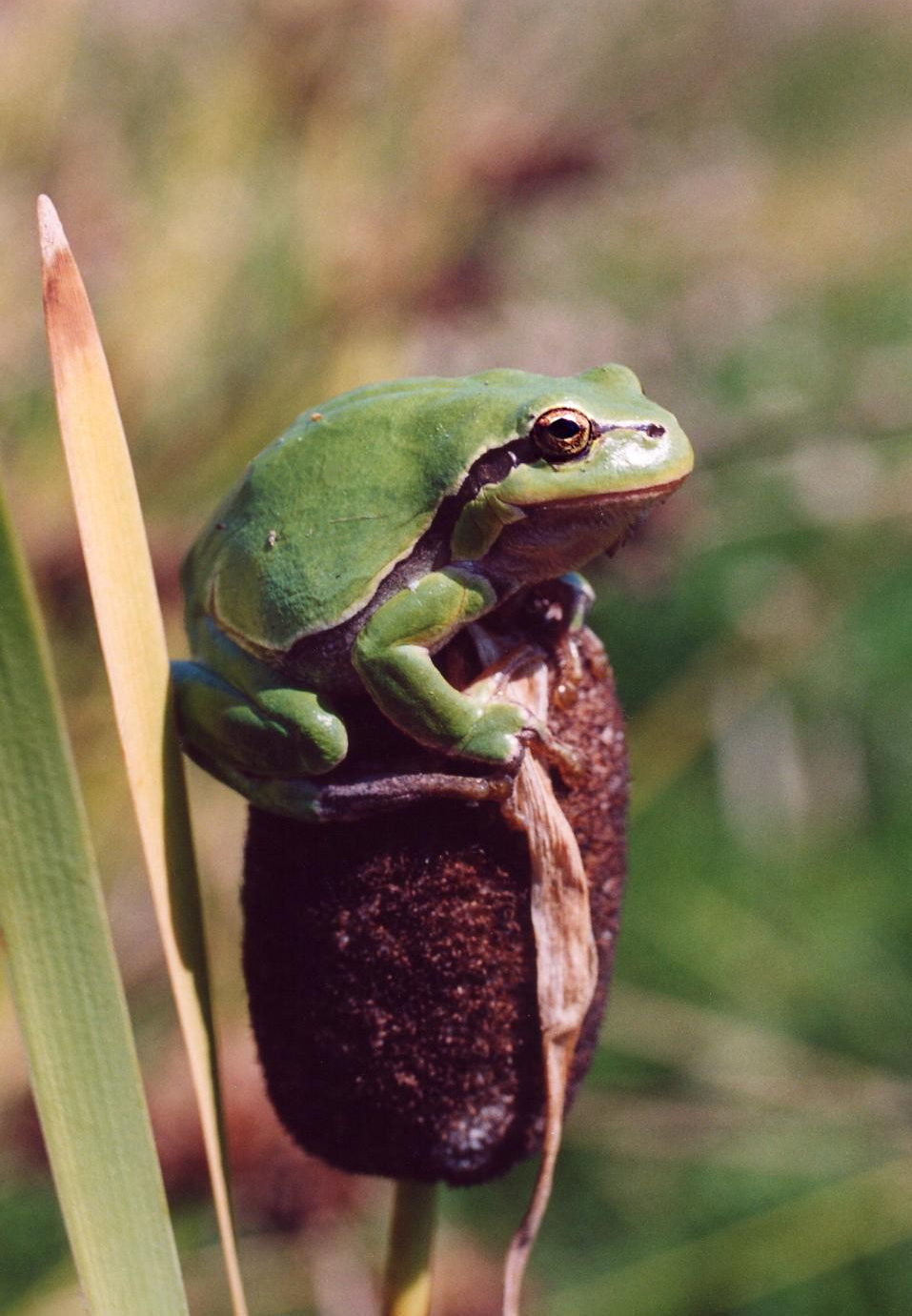
Europäischer Laubfrosch

Amphibien sind unter anderem wegen ihrer durchlässigen Haut und wegen ihrer Eigenschaft als Bewohner von Biotopkomplexen (Gewässer und Landlebensräume, zwischen denen sie im Jahresverlauf pendeln) anfälliger als viele andere Tiergruppen gegenüber schädigenden Umwelteinflüssen und -veränderungen. Von allen auf der Rote Liste gefährdeter Arten der IUCN geführten Tierarten weltweit stellen die Amphibien allein über 23 Prozent – gemessen an der Gesamtartenzahl weit überproportional viel. Diese 360 Millionen Jahre alte Tierklasse wird daher als ein zuverlässiger Bioindikator für den Zustand der Ökosysteme der Erde angesehen.
Von den zurzeit bekannten Amphibienarten stuft die Rote Liste der IUCN (2024) fast ein Drittel als in ihrem Gesamtbestand bedroht ein: 799 Arten vom Aussterben bedroht (critically endangered), 1.263 Arten stark gefährdet (endangered) und 811 Arten gefährdet (vulnerable), zusammen 2.873 Arten. Zusätzlich werden mindestens 37 der „modernen“ Arten offiziell als bereits ausgestorben geführt – darunter auch die oben abgebildete Goldkröte. Weitere 130 Lurcharten wurden seit Jahren nicht mehr gefunden und könnten ebenfalls ausgestorben sein. Etwa ein Viertel der Amphibien (908 Arten) können aufgrund mangelnder Daten derzeit nicht bewertet werden (data deficient). Unter diesen dürften sich viele weitere bedrohte Arten befinden.
Die meisten bedrohten Arten sind in Lateinamerika und auf den Karibik-Inseln zu verzeichnen, also in den natürlicherweise amphibienreichsten Regionen.
In Mitteleuropa hatten Amphibien lange Zeit von der kulturlandschaftlichen Umgestaltung durch den Menschen profitiert, da mit der kleinbäuerlichen Bewirtschaftung viele neue, offenere Landlebensräume und Gewässer entstanden. Mit der industriellen Revolution, verstärkt aber seit der Mitte des 20. Jahrhunderts hat allerdings eine rückläufige Entwicklung der Bestände eingesetzt. Erst in jüngster Zeit konnten Naturschutzmaßnahmen manche Negativtrends zumindest regional abmildern.

### Ursachen

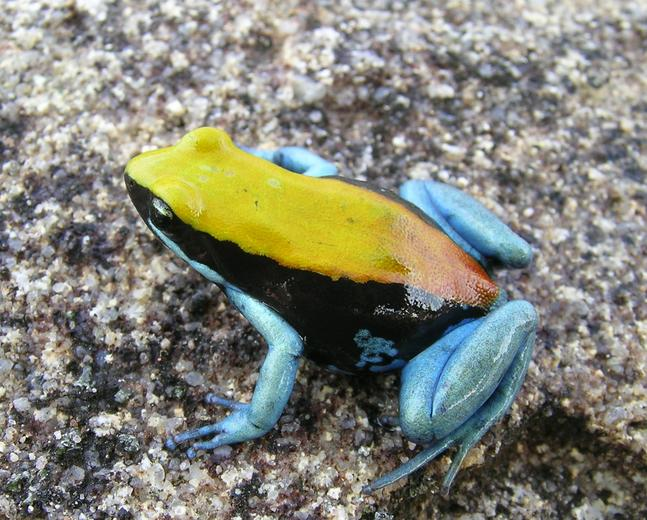
Viele tropische Froscharten wie das Madagaskar-Buntfröschchen Mantella expectata bewohnen nur ein kleines Areal und sind oft stark gefährdet.

Als Ursachen für die hohe Gefährdung werden die Zerstörung oder Fragmentierung der Lebensräume und Chemikalien in der Umwelt (unter anderem Pestizide, Schwermetalle, Stickstoffdünger) genannt. Die Höhe der Pestizid-Belastung einzelner Amphibienarten in der Kulturlandschaft Mitteleuropas hängt maßgeblich vom Zeitpunkt ihrer Laichwanderung ab. So sind spät (April/Mai) wandernde Arten einem höheren Risiko ausgesetzt, mit Pestiziden in Kontakt zu kommen, als früh (Februar/März) wandernde Arten, weil der Pestizid-Einsatz vorwiegend im späteren Frühjahr erfolgt.
Als weitere Ursachen kommen Wildfänge seltener Arten sowie Parasiten und Virus- oder Pilzkrankheiten in Betracht (siehe beispielsweise Chytridpilz). Diskutiert werden auch Effekte des globalen Klimawandels auf die Lebensräume sowie die Auswirkungen von UV-Strahlung, die aufgrund des Ozonlochs in vielen Regionen zunimmt. Es ist indes davon auszugehen, dass nicht eine Ursache allein Auslöser der starken Bedrohung der Amphibienbestände ist, sondern mehrere Faktoren sich gegenseitig bedingen bzw. verstärken.
In Mitteleuropa gehören der hohe Kraftfahrzeugverkehr auf dem dichten, die Landschaft zerschneidenden Straßennetz (vergleiche Erdkröte) und die Zerstörung oder Vergiftung der Habitate – Kleingewässer und umgebende Landlebensräume wie Wälder, Wiesen, Auen und Moore – durch Landwirtschaft, Industrie sowie Siedlungs-, Straßen- und Wasserbau zu den größten Gefährdungsfaktoren. Ein zusätzliches, wenig bemerktes Problem ist, dass viele Amphibien in Dörfern und an Stadträndern in Kellerfenster-Lichtschächte, Außen-Kellertreppen, ungesicherte Brunnenschächte oder auch in Straßengullys geraten. In diesen unbeabsichtigten Fallen müssen die Tiere dann meist verhungern oder vertrocknen.
Im Auftrag der International Union for Conservation of Nature’s Species Survival Commission (IUCN) untersuchten mehr als 100 Forschende für einen im Oktober 2023 veröffentlichten Bericht den Bedrohungsstatus der Amphibienarten. Dabei stuften sie mehr als 40 Prozent aller bekannten Arten als vom Aussterben bedroht ein. Die Zerstörung und Verschlechterung von Lebensräumen seien immer noch die wichtigsten Bedrohungsfaktoren. Auch der globale Klimawandel werde für den Amphibienrückgang immer wichtiger. Innerhalb der Amphibien seien Salamander die am stärksten bedrohte Gruppe. Eine neu auftretende Pilzkrankheit könnte verheerende Folgen für Salamander in Europa und den USA haben.

## Philatelistisches
Mit dem Erstausgabetag 4. August E202 gab die Deutsche Post AG in der Briefmarkenserie Für die Jugend drei Zuschlagmarken mit den Amphibien-Motiven Bergmolch (Nennwert 85 Eurocent, Zuschlag 40 Eurocent), Laubfrosch (Nennwert 100 Eurocent, Zuschlag 45 Eurocent) und Feuersalamander (Nennwert 160 Eurocent, Zuschlag 55 Eurocent) heraus. Die Entwürfe stammen von den Grafikern Annette Le Fort und André Heers aus Berlin.

## Sonstiges

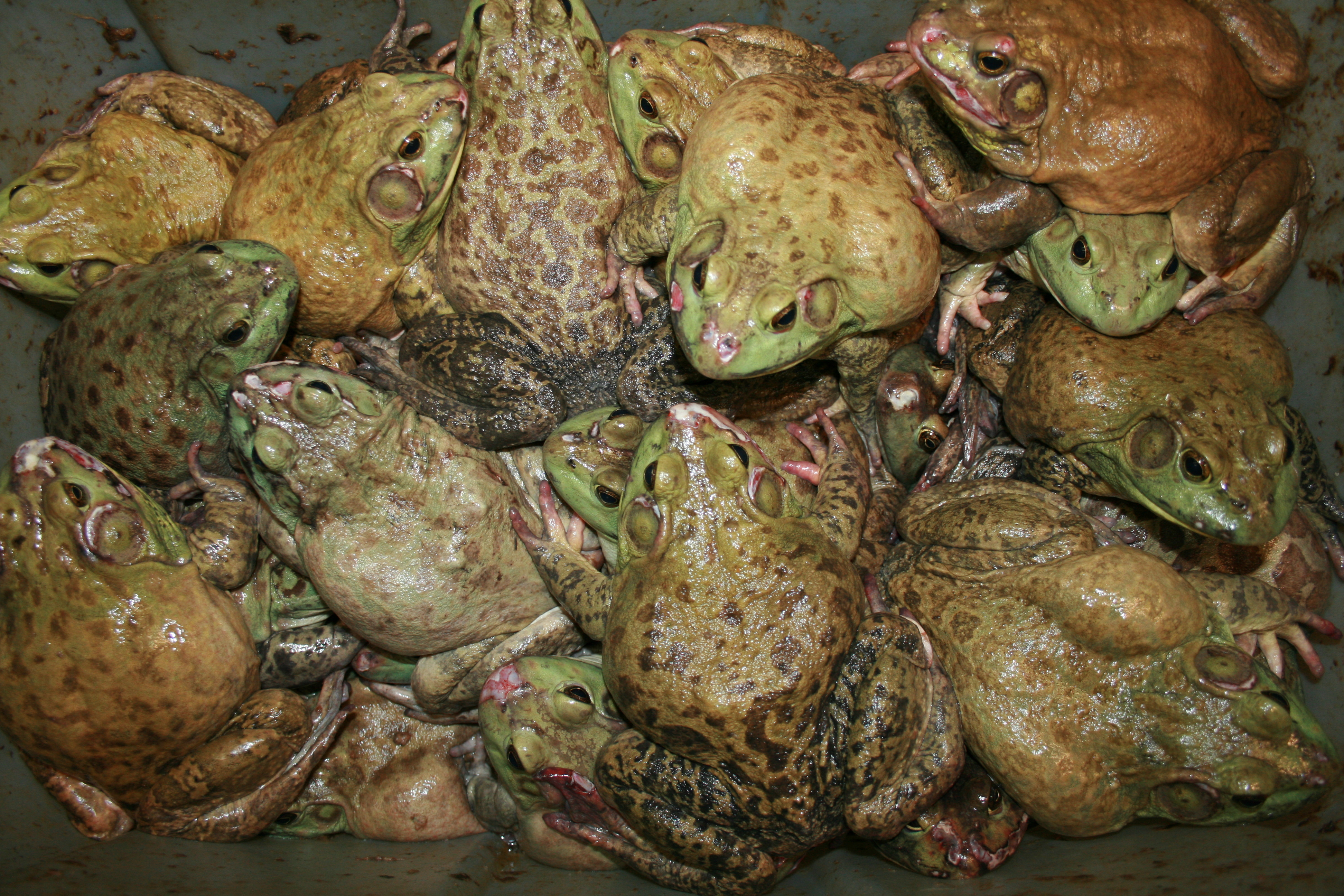
In einem chinesischen Geschäft zum Verkauf angebotene Frösche

- Amphibien dienen dem Menschen als Modellorganismen (Anschauungsobjekte und Versuchstiere) für die entwicklungsbiologische Lehre und Forschung. Besonders hervorzuheben sind dabei die Wasser- sowie Krallenfrösche, die bis in die 1960er außerdem für Schwangerschaftstests eingesetzt wurden.
- In einigen Ländern werden größere Froscharten in regelrechten Farmen für den menschlichen Verzehr gezüchtet. Aber vor allem wildlebende Amphibien werden teilweise in großem Stil als Lebensmittel genutzt. Der massenhafte Fang hat in manchen Regionen bestandsbedrohende Ausmaße angenommen.

Siehe auch Frosch (Lebensmittel)
- Eine übersteigerte Angst vor Amphibien bzw. Froschlurchen wird als Batrachophobie bezeichnet.
- Bei WDR 2 gibt es die Radio-Comedyfigur Lurch-Peter Hansen.